# دونكي كونغ لاند 2
دونكي كونغ لاند 2 (بالإنجليزية: Donkey Kong Land 2)‏ هي لعبة منصات في سلسلة دونكي كونغ تم إصدارها لـ غيم بوي في عام 1996. إنها تتمة للعبة دونكي كونغ لاند وتم تطويرها بواسطة راير ونشرتها نينتندو. تم تحسينه لـ سوبر غيم بوي بظلال مختلفة من الألوان، بالإضافة إلى حد موز 16 بت على حواف شاشة التلفزيون. مثل لعبة دونكي كونغ لاند الأصلية، تم تعبئتها في خرطوشة بلون أصفر موز. تبعت اللعبة دونكي كونغ لاند 3 ، والتي تم إصدارها في عام 1997.

## الحبكة
دونكي كونغ لاند 2 تبدأ بـ ديدي كونغ وديكسي كونغ في سعيهما لإنقاذ دونكي كونغ من كابتن كيه روول والكريملينغز. في حين تم استعارة أسماء مراحلها وموضوعاتها العالمية من دونكي كونغ كونتري 2 (باستثناء Castle Crush، التي أصبحت Dungeon Danger؛ و Haunted Hall، التي أصبحت Krazy Koaster)، فإن تصميمات المستوى مختلفة.
كان لدى دونكي كونغ لاند2 نفس القصة من دونكي كونغ كونتري 2. يحتوي الدليل على نسخة مبسطة من القصة من نظيرتها سوبر نينتندو- قام كيه روول باختطاف دونكي كونغ وهو في Crocodile Isle، والأمر متروك لـ ديدي وديكسي لإنقاذه.

## التقييم
| التقييم                                                                                                |        |
| --- | ------ |
| مجموع النقاط المجموع نقاط غيم رانكينغز 79% نتائج المراجعة نشرة نقاط نينتندو لايف 7/10 نينتندوجو 8.5/10 |        |
| مجموع النقاط                                                                                           |        |
| المجموع                                                                                                | نقاط   |
| غيم رانكينغز                                                                                           | 79%    |
| نتائج المراجعة                                                                                         |        |
| نشرة                                                                                                   | نقاط   |
| نينتندو لايف                                                                                           | 7/10   |
| نينتندوجو                                                                                              | 8.5/10 |

تم تقييم دونكي كونغ لاند 2 بنسبة 79.00٪ في غيم رانكينغز بناءً على خمس تقييمات. أشادت نينتندو باور بطريقة اللعب والرسومات ولكنها انتقدت أوجه التشابه بين المستويات وتلك الموجودة في دونكي كونغ كونتري 2. خلصت مراجعة غيم برو الموجزة إلى أن «42 مرحلة من حركة التمرير الجانبي، والمناطق المخفية، والموسيقى النطاطية، ورسومات غيم بوي الاستثنائية تجعل هذه اللعبة أفضل لعبة محمولة باليد لهذا العام.»
أعطت نينتندوجو اللعبة 8.5 من أصل 10، وخلصت إلى أنها «مغامرة مسلية للغاية يشوبها نظام الحفظ المزعج فقط.» قامت نينتندو لابف بتقييم اللعبة بـ 7 من 10، مشيدًا بكمية المحتوى نادر تمكنت من الاندماج في اللعبة ولكن انتقدها لكونها «تشبه إلى حد ما نزهة ديدي سوبر نينتندو.»